# Fermata (banda)
Fermata (até 1991 Fermáta) é uma banda eslovaca de jazz rock progressivo instrumental. Formada em 1973, apesar de várias mudanças de formação e de ter interrompido as atividades algumas vezes, ela ainda está em atividade. O Fermata já lançou um total de onze álbuns de estúdio e um álbum ao vivo.

## História
O Fermata foi formado pelo guitarrista František Griglák (ex-Collegium Musicum e Prudy), o único membro que esteve em todas as formações da banda, e o tecladista Tomáš Berka no ano de 1973. Com o seu estilo jazz rock progressivo instrumental, a banda lançou todos os seus álbuns pelo selo estatal Opus. A sonoridade de sua música costuma ser comparada à da espanhola Iceberg, à da neerlandesa Finch e ao Mahavishnu Orchestra, até o álbum Generation, de 1981. A partir do álbum Ad libitum, de 1984, a banda modificou bastante a sua sonoridade, incorporou um vocalista e começou a fazer um rock conduzido pelos sintetizadores que em algumas partes lembra o Progres 2 e em outras partes o Genesis de sua fase pop, mas sempre com alguns elementos de jazz.

## Integrantes

### Atuais
- František Griglák: Guitarra elétrica
- Fedor Frešo: Baixo elétrico
- Peter Preložnik: Teclados
- Igor Skovay: Bateria

### Ex-integrantes
- Tomáš Berka
- Peter Szapu
- Anton Jaro
- Cyril Zelenák
- Laco Lučenič
- Karol Oláh
- Dalibor Jenis
- Juraj Bartovič
- Martin Hanzel
- Márius Bartoň
- Jindřich Plánka
- Martin Valihora

## Discografia

### Álbuns de estúdio
- Fermáta (1975)
- Pieseň z hôľ (1976)
- Huascaran (1977)
- Dunajská legenda (1980)
- Biela planéta (1980)
- Generation (1981)
- Ad libitum (1984)
- Simile (1991)
- Real Time (1994)
- X (1999)
- Next (2005)

### Álbuns ao vivo
- Live v Klube za zrkadlom

### DVD
- Live v Klube za zrkadlom